# Miss Universo 1992
Miss Universo 1992, quarantunesima edizione di Miss Universo, si è tenuta presso il Queen Sirikit National Convention Center di Bangkok in Thailandia, l'8 maggio 1992. L'evento è stato presentato da Dick Clark, Leeza Gibbons e Angela Visser. Michelle McLean, Miss Namibia, è stata incoronata Miss Universo 1992.

## Risultati

### Piazzamenti
| Risultato finale   | Concorrente |
| ------------------ | --- |
| Miss Universo 1992 | - Namibia - Michelle McLean |
| 2ª classificata    | - Colombia - Paola Turbay |
| 3ª classificata    | - India - Madhu Sapre |
| Top 6              | - Belgio - Anke van Dermeersch - Paesi Bassi - Vivian Jansen - Venezuela - Carolina Izsak                                      |
| Top 10             | - Australia - Georgina Denahy - Nuova Zelanda - Lisa Maree de Montalk - Stati Uniti - Shannon Marketic - Svezia - Monica Brodd |

### Punteggi alle sfilate finali
Vincitrice
     2ª classificata
     3ª classificata
     Top 6
     Top 10
(#) Posizione in ogni turno della gara
| Nazione       | Costume da bagno | Intervista | Abito da sera | Media      | Finaliste top 6 |
| ------------- | ---------------- | ---------- | ------------- | ---------- | --------------- |
| Venezuela     | 9.357 (1)        | 9.586 (2)  | 9.679 (1)     | 9.541 (1)  | 9.486 (4)       |
| Colombia      | 9.221 (5)        | 9.643 (1)  | 9.607 (4)     | 9.490 (2)  | 9.514 (3)       |
| India         | 9.321 (2)        | 9.508 (4)  | 9.629 (2)     | 9.486 (3)  | 9.771 (1)       |
| Namibia       | 9.243 (4)        | 9.529 (3)  | 9.614 (3)     | 9.462 (4)  | 9.643 (2)       |
| Paesi Bassi   | 9.280 (3)        | 9.229 (9)  | 9.421 (5)     | 9.310 (5)  | 9.417 (5)       |
| Belgio        | 8.986 (6)        | 9.526 (5)  | 9.361 (6)     | 9.291 (6)  | 9.257 (6)       |
| Australia     | 8.857 (7)        | 9.242 (8)  | 9.327 (7)     | 9.142 (7)  |                 |
| Stati Uniti   | 8.721 (9)        | 9.350 (6)  | 9.250 (8)     | 9.107 (8)  |                 |
| Nuova Zelanda | 8.743 (8)        | 9.350 (6)  | 9.043 (9)     | 9.045 (9)  |                 |
| Svezia        | 8.686 (10)       | 8.786 (10) | 8.971 (10)    | 8.814 (10) |                 |

### Riconoscimenti speciali
| Riconoscimento            | Concorrente                                                                            |
| ------------------------- | -------------------------------------------------------------------------------------- |
| Best National Costume     | - Paraguay - Pamela Zarza - Spagna - Virginia García - Thailandia - Ornanong Panyawong |
| Miss Congeniality         | - Turks e Caicos - Barbara Johnson                                                     |
| Miss Photogenic           | - Ecuador - Soledad Diab                                                               |
| Catalina Best in Swimsuit | - Venezuela - Carolina Izsak                                                           |

## Giudici della trasmissione televisiva
Le seguenti celebrità hanno fatto da giudici durante la serata finale:
- Kim Alexis – Modella.
- Robin Leach – Personaggio televisivo e scrittore.
- Miriam Makeba – Cantante.
- Luis Enrique – Cantante e compositore.
- Marion Dougherty – Direttrice del casting della Warner Bros. Studios.
- Ron Duguay – Giocatore di hockey sul ghiaccio.
- Vijay Amritraj – Ex giocatore di tennis.
- Estelle Getty – Attrice.
- Khunying Sasima Srivikorn – Imprenditrice.

## Concorrenti
- Argentina - Laura Rafael
- Aruba - Yerusha Rasmijn
- Australia - Georgina Denahy
- Austria - Katrin Friedl
- Bahamas - Fontella Chipman
- Belgio - Anke van Dermeersch
- Bermuda - Colita Joseph
- Bolivia - Natasha Gabriella Arana
- Brasile - Maria Carolina Portella Otto
- Bulgaria - Michaella Dinova Nikolova
- Canada - Nicole Dunsdon
- Cecoslovacchia - Michaela Maláčová
- Cile - Marcela Vacarezza
- Cipro - Militsa Papadopolou
- Colombia - Paola Turbay
- Comunità degli Stati Indipendenti - Lidia Kuborskaya
- Corea del Sud - Young-Hyun Lee
- Costa Rica - Jessica Manley Fredrich
- Curaçao - Mijanou de Paula
- Danimarca - Anne Mette Voss
- Ecuador - Soledad Diab
- Egitto - Lamia Noshi Mohammed
- El Salvador - Melissa Salazar
- Filippine - Lizbeth Garcia Berroya
- Finlandia - Kirsi Syrjanen
- Francia - Linda Hardy
- Germania - Monica Resch
- Giamaica - Bridgette Rhoden
- Giappone - Akiko Ando
- Gran Bretagna - Tiffany Stanford
- Grecia - Marina Tsintikidou
- Guam - Cheryl Debra Payne
- Guatemala - Nancy Maricela Perez
- Honduras - Monica Raquel Rapalo
- India - Madhushri Sapre
- Irlanda - Jane Thompson
- Islanda - Svava Haraldsdóttir
- Isole Cayman - Yvette Peggy Jordison
- Isole Cook - Jeannine Tuavera
- Isole Marianne Settentrionali - Imelda Antonio
- Isole Vergini Americane - Cathy-Mae Sitaram
- Isole Vergini Britanniche - Alicia Burke
- Israele - Eynat Zmora
- Kenya - Aisha Wawira Lieberg
- Libano - Abeer Sharrouf
- Lussemburgo - Carole Redding
- Malaysia - Crystal Yong
- Malta - Julienne Camilleri
- Mauritius - Stephanie Raymond
- Messico - Monica Zuñiga
- Namibia - Michelle McLean
- Nicaragua - Ida Patricia Delaney
- Nigeria - Sandra Guenefred Petgrave
- Norvegia - Anne Sofie Galaen
- Nuova Zelanda - Lisa Maree de Montalk
- Paesi Bassi - Vivian Jansen
- Panama - Ana Cecilia Orillac
- Paraguay - Pamela Zarza
- Perù - Aline Arce Santos
- Polonia - Izabela Filipowska
- Porto Rico - Daisy Garcia
- Portogallo - Maria Fernanda Silva
- Rep. Dominicana - Liza Gonzales
- Romania - Corina Corduneanu
- Singapore - Cori Teo
- Spagna - Virginia García
- Sri Lanka - Hiranthi Divapriya
- Stati Uniti - Shannon Marketic
- Suriname - Nancy Kasann
- Svezia - Monica Brodd
- Svizzera - Sandra Aegerter
- Taiwan - Shih Hsiu Chieh
- Thailandia - Ornanong Panyawong
- Turchia - Elif Ilgaz
- Turks e Caicos - Barbara Johnson
- Ungheria - Dora Patko
- Uruguay - Gabriela Escobar Ventura
- Venezuela - Carolina Izsak